# Villamuriel de Campos
Villamuriel de Campos é um município da Espanha na província de Valladolid, comunidade autónoma de Castela e Leão, de área 18,28 km² com população de 81 habitantes (2004) e densidade populacional de 4,43 hab/km².

## Demografia
| Variação demográfica do município entre 1991 e 2004 | Variação demográfica do município entre 1991 e 2004 | Variação demográfica do município entre 1991 e 2004 | Variação demográfica do município entre 1991 e 2004 |
| --------------------------------------------------- | --------------------------------------------------- | --------------------------------------------------- | --------------------------------------------------- |
| 1991                                                | 1996                                                | 2001                                                | 2004                                                |
| 94                                                  | 103                                                 | 80                                                  | 81                                                  |